# 保留名稱 (化學)
化學裡的保留名稱（retained name）是指化合物的名稱是化学命名法系統（例如IUPAC命名法）建議的，但本身沒有依照化学命名法的規定。在一般化学命名法中，保留名稱會用在最核心的物質。大部份的化學元素名稱都使用保留名稱，不是依IUPAC元素系统命名法命名，前四個烷烃（英文名稱）、苯，大部份簡單的杂环化合物、水和氨也是保留名稱的例子。
保留名稱可能是半系統標準名（名稱中仍有一些化学命名法的內容），或是完全是俗名、通用、惯用以及常用名称（完全沒有化学命名法的內容）。甘油和乙酸（的英文名稱）是半系統標準名保留名稱的例子，而呋喃則是通用保留名稱的例子。

## 外部連結
- 《有机化合物命名法》（1993年建议）： 用于命名有机化合物的常用名称和半系统名称表